# 龙头山乡 (德兴市)
龙头山乡，是中华人民共和国江西省上饶市德兴市下辖的一个乡镇级行政单位。

## 行政区划
龙头山乡下辖以下地区：
暖水村、东坞村、龙头村、桂湖村、陈坊村和大茅山造纸厂社区。